# Хосе Лопес Рега
Хосе́ Ло́пес Ре́ґа (ісп. José López Rega; Буенос-Айрес, 17 жовтня 1916 — Буенос-Айрес, 9 червня 1989) — аргентинський політичний діяч ультраправого спрямування, пероніст, міністр соціального забезпечення (1973-1975), генеральний комісар федеральної поліції (1974-1976), засновник і лідер Антикомуністичного альянсу Аргентини (ААА, Triple A).

## Ранні роки
З дитинства відрізнявся замкнутим інтравертним характером. Високо цінував силу у всіх проявах. Був схильний до містики і езотерики, за що отримав прізвисько El Brujo («Чаклун»). Мріяв стати поліцейським, і у 28-річному віці вступив на службу в поліцію. Брав участь в охороні президентського палацу, що вважав своєрідним знаменням. Потім служив оперативним агентом. В 1951 році став членом масонської ложі.
У роки охоронно-поліцейської служби встановив контакт з оточенням Хуана Домінго Перона. Перейнявся ідеями перонізму у вкрай правому варіанті. Антикомунізм поєднувався у світогляді Лопеса Реги з антиклерикалізмом, ворожістю до католицької церкви, популістським презирством до традиційної ієрархії. Він приєднався до «Залізної команди» — пероністської воєнізованої організації, очолюваної Альберто Бріто Ліма. Структура «Залізної команди» створювалася за зразком італійських «сквадрі». Це сприяло симпатіями Лопеса Реги до фашизму.

## У пероністському русі

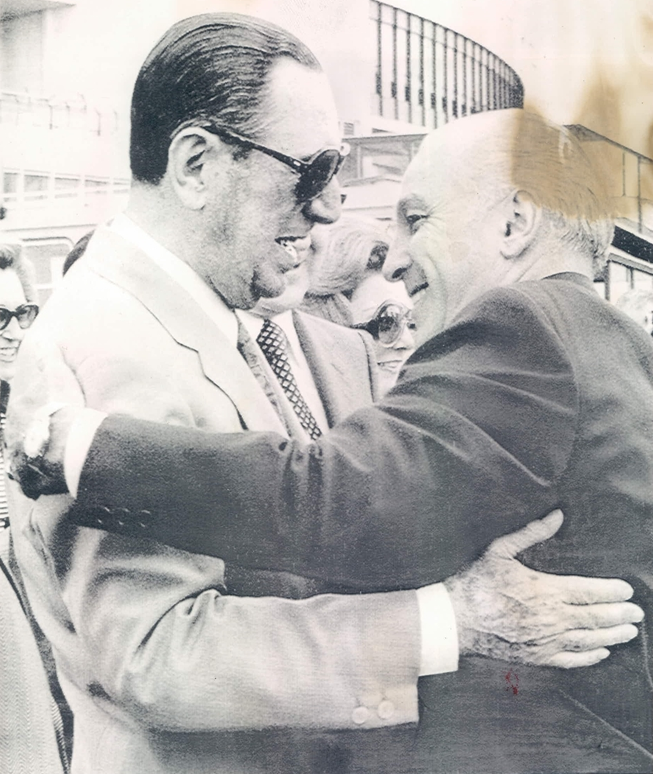
Хуан Перон і Хосе Лопес Рега у Мадриді 1973 року

Після повалення і еміграції Перона в 1955 році Лопес Рега продовжував поліцейську службу і примкнув до правопероністської опозиції. У 1965 році встановив зв'язок з дружиною Перона — Ісабель Мартінес де Перон. Довірчі відносини з нею дозволили Лопесу Резі стати одним з лідерів пероністського руху. Перебравшись в Іспанію, він став особистим секретарем Перона. Курував найбільш конфіденційні сторони його діяльності.
У 1973 році Лопес Рега знову прибув до Аргентини для підготовки повернення Перона. 25 травня був призначений міністром соціального забезпечення. Використовуючи зв'язки у державному апараті, поліції та правопероністських колах, він почав формувати воєнізовані структури типу колишніх «залізних команд». Йому швидко вдалося сформувати боєздатні і мобільні збройні групи. Їх бойовим хрещенням стала «бійня в Есейсі» 20 червня 1973 року — напад на ліворадикалів в аеропорту під час зустрічі Перона. Праві бойовики відкрили вогонь за наказом Лопеса Реги. Загинули 13 осіб.
Лопес Рега зіграв видну роль в якості політичного організатора хустисіалістського руху, який став опорою Перона. При цьому його діяльність постійно провокувала розкол перонізму, працювала на консолідацію правого крила, ізоляцію і переслідування лівих.

## Влада і ААА

### При президентові Хуані Пероні
23 вересня 1973 року Перон був обраний президентом Аргентини (віце-президентом стала його дружина Ісабель). 25 вересня ліворадикальні бойовики застрелили лідера профспілкової конфедерації і особистого друга президента Хосе Ігнасіо Руччі. Можливо метою цієї акції було чинити тиск на Перона, щоб вивести його з-під впливу правих (хоча існують і інші версії: безцільний ексцес ліваків, провокація ультраправих, кримінальне замовлення). Результат виявився протилежним: 1 жовтня відбулася нарада уряду і пероністського керівництва, на якому було прийнято рішення «придушити марксистську агресію».
Хосе Лопес Рега прийняв на себе організацію позадержавних силових акцій. Інструментом «неформального» терору став створений за його ініціативою «Антикомуністичний альянс Аргентини». Перший теракт ААА був здійснений 21 листопада 1973 року — група бойовиків на чолі з колишнім поліцейським Родольфо Альміроном атакувала сенатора Іполіто Соларі Ірігоєна. Згодом ААА здійснив сотні терористичних атак проти лівих пероністів, комуністів, лібералів і клерикалів. Загальна кількість жертв становила півтори тисячі чоловік.
3 травня 1974 року президентський указ призначив Лопеса Регу генеральним комісаром — начальником федеральної поліції. Керівництво терористичною організацією та правоохоронною службою виявилося в одних руках. При цьому посада міністра соціального забезпечення відкривала доступ до бюджетних коштів, що спрямовувалися на фінансування ААА.

### При президентові Ісабель Перон
Смерть президента Перона 1 липня 1974 року привела Ісабель Перон на пост глави держави. До того часу вона перебувала під повним впливом Лопеса Реги, що застосовував у відносинах з президентом методи окультно-спіритичного впливу. Роль Лопеса Реги при Ісабель Перон порівнюється з «распутінщиною».
|  | «Распутін Буенос-Айреса» мав величезний вплив на хворого президента. Вони не тільки поділяли активне захоплення спіритизмом. Фактично Лопес Рега був зведений у лідера нації. Військова диктатура починалася в темному кутку перонізму, де неподільно панував Лопес Рега, відомий як «Чаклун». |

Хосе Лопес Рега перетворився на фактичного главу уряду, який керував Аргентиною через посередництво контрольованого президента. Проте командування збройних сил, бюрократія, церковна ієрархія і найбільші магнати країни негативно ставилися до Лопеса Реги як «плебея-узурпатора» (такий характер приписувався і ААА в цілому), терориста, масона і ворога католицтва.
На думку публіциста Кітті Сандерс, яку було опубліковано у журналі «Політичні зміни в Латинській Америці», екзальтованістю Ісабель користувався Лопес Рега, «щосили маніпулюючи слабкодухою істеричною президентом з метою взяти реальну владу в країні і влаштувати там суміш з поліцейської диктатури і корпоративного фашизму». В цілому фашистські погляди Лопеса Реги — «аргентинського Еволи» — його окультистські захоплення і характер відносин з Ісабель Перон давно відомі і детально досліджені.
8 серпня 1974 року на розширеному засіданні уряду Лопес Рега запропонував фізично ліквідувати опозицію силами ААА. Президент Ісабель Перон готова була підтримати цей план. Але він був зірваний категоричним запереченням начальника генерального штабу аргентинської армії Хорхе Рафаеля Відели. Армійське командування, натхнене прикладом Піночета в сусідньому Чилі, робило ставку на встановлення військового режиму. Цивільні ультраправі, навіть близькі за поглядами, в цьому контексті сприймалися як суперники. Особисто Лопес Рега викликав сильну неприязнь.

## Падіння, втеча, арешт
Економічні труднощі спонукали уряд навесні 1975 року прийняти жорстку антиінфляційну програму. Стрибок цін і заморожування зарплат спровокували масові протести в Буенос-Айресі. Військові зажадали стабілізувати становище, фактично погрожуючи переворотом. Ісабель Перон змушена була усунути Лопеса Регу від урядової посади. Він був відправлений до Іспанії в якості «посла з особливих доручень». Разом з ним з Аргентини виїхав Альмірон і ще кілька оперативників ААА. Посаду генерального комісара поліції Лопес Рега формально обіймав до 1976 року, однак його реальний вплив на ситуацію в Аргентині різко знизився. Від'їзд до Іспанії був сприйнятий як фактична втеча з країни.
Керівники ААА включилися в іспанський політичний процес на стороні ультраправих франкістів. 9 травня 1976 року аргентинські бойовики Альмірона брали участь в нападі на лівий мітинг («різанина Монтехурра», загинули двоє осіб).
24 березня 1976 року в Аргентині стався військовий переворот. До влади прийшла хунта на чолі з генералом Віделою. Ісабель Перон була взята під домашній арешт і через кілька років емігрувала в Іспанію.
18 червня 1976 року уряд Відели направив іспанському уряду запит про екстрадицію Лопеса Реги. Іспанська поліція готувала арешт, але Лопес Рега встиг сховатися і перебрався до Швейцарії. Там він жив інкогніто протягом шести років, поки в 1982 році не був виявлений журналістами. Швейцарська юстиція пред'явила йому звинувачення в незаконному перебуванні в країні. Лопес Рега переїхав на Багамські острови, потім у США.
У 1983 році в Аргентині було відновлено цивільне правління. Демократичний уряд Рауля Альфонсина почав притягати до відповідальності винних у політичному терорі попереднього десятиліття. Хосе Лопес Рега був оголошений в розшук за звинуваченням у вбивствах, викраденнях людей, змові з метою захоплення влади і корупційних розкраданнях. 13 березня 1986 року він був заарештований в Маямі і через деякий час екстрадований в Аргентину.
Хосе Лопес Рега помер, перебуваючи в ув'язненні, 9 червня 1989 року. Судовий процес у його справі не встиг завершитися якимось вердиктом. Безпосередньою причиною смерті стало захворювання діабетом.

## Родинні зв'язки
Хосе Лопес Рега був двічі одружений. Друга його дружина — Марія Елена Сіснерос — після смерті чоловіка переїхала в Парагвай і відкрила музичну школу.
Дочка Лопеса Реги — Норма Беатріс — була одружена з Раулем Ластірі, що в липні—жовтні 1973 року виконував обов'язки тимчасового президента Аргентини.

## Оцінка діяльності
Діяльність Хосе Лопеса Реги в сучасній Аргентині оцінюється негативно. Він вважається первинним ініціатором «Брудної війни» 1976-1982 років, організатором кривавих терактів і корупціонером. Підкреслюється, що, незважаючи на антикомуністичну риторику, бойовики ААА розправилися з сотнями пероністів і демократів. Набагато рідше висловлюється, проте існує і інша точка зору — політика Лопеса Реги і дії ААА запобігли сповзанню Аргентини до ліворадикального прорадянського режиму. Крім того, відзначаються популістські нахили Лопеса Реги, втягнення у політичну активність середніх і люмпенських шарів.
Хосе Лопес Рега вважається політиком, що необоротно розколов пероністський рух після кровопролиття в Есейсі. З 1973 року перонізм перестав існувати як єдине поняття, розділившись на непримиренно ворожі структури вкрай правого і лівацького штибу.
В оперативні структури ААА цілеспрямовано залучалися колишні поліцейські або криміналітет високої кваліфікації. Тому аргентинські терористичні технології користуються професійним визнанням у багатьох країнах світу. Вони активно застосовувалися у Болівії, в Італії, в Іспанії, в Туреччині.

## Арешт послідовників
У червні 2012 року рішенням суду в Буенос-Айресі були заарештовані сім членів ультраправої групи, що займалися пропагандою ідей Лопеса Реги і AAA. На чолі організації перебували журналіст Хорхе Конті (зять Лопеса Реги), Карлос Алехандро Вільйоне (колишній секретар Лопеса Реги у час перебування його міністром) і Хуліо Єссі (колишній лідер молодіжної організації правих пероністів). ЗМІ розцінили цю подію як «відновлення розслідування злочинів ААА».

## Цікаві факти
У 1962 році Хосе Лопес Рега видав книгу «Езотерична астрологія».
У 1974 році Хосе Лопес Рега в якості міністра соціального забезпечення і фактичного глави аргентинського уряду) відвідав з офіційним візитом Лівію. На переговорах з Муамаром Каддафі було досягнуто повне взаєморозуміння, укладений ряд угод.
Хосе Лопес Рега полягав у масонській ложі P-2. Іншим її членом був адмірал Еміліо Массера, член військової хунти, яка вимагала від Іспанії видачі Лопеса Реги для передання суду.

## У мистецтві
У зв'язку з містикою його особистості та історичним впливом, який мав свої наслідки, Лопес Рега і ААА стали героями кількох есе, книг, фільмів і пародій.

### В літературі
Хосе Лопес Рега — можливий прототип Рафаеля Веги, харизматичного начальника таємної поліції в одній з латиноамериканських країн, у пригодницькому романі Картера Брауна «Труп не може довго чекати» («None But the Lethal Heart»/«The Fabulous», 1959) з серії про Мевіс Зейдліц.

### В кінематографі
В аргентинській кримінальній драмі 2009 року «Таємниця в його очах» винуватець убивства (що відбулося в 1974 році), на якому будується історія, уникає покарання, ставши вбивцею при Міністерстві соціального забезпечення.
В аргентинському історичному фільмі 2013 року «Залізні ворота, вигнання Перона» («Puerta de Hierro, el exilio de Perón»), про Перона-емігранта, Фіто Янеллі грає Лопеса Регу під час вигнання Перона в Мадриді. Перон звільняє Лопеса Регу, але дозволяє йому повернутися внаслідок заступництва своєї дружини.
В аргентинській гумористичної телепередачі «Петер Капусотто і його відео» («Peter Capusotto y sus videos»), є пародія, де група під назвою «Лопеси Реги» («Los Lopez Reggae») співає гасла проти лівизни в перонізмі.